# Боднар Володимир Лукич
Володимир Лукич Боднар (нар. 1942 року) — придністровський державний, політичний і громадський діяч, один з лідерів придністровських українців.

## Біографія
Народився в 1942 році в селищі Стара Ушиця, Кам'янець-Подільського району, Хмельницької області, Української РСР. Українець. Вільно володіє українською та молдавською економічним та юридичним мовами.

### Освіта
У 1965 році Володимир Боднар закінчив Чернівецький фінансовий технікум.
У 1982 році закінчив Одеський інститут народного господарства, отримав економічну спеціальність.
У 2005 році обраний академіком Міжнародної слов'янської академії освіти імені Я. А. Коменського.

### Діяльність до 1990 року
У 1960 році він почав трудову діяльність на допоміжних посадах у райфінвідділі рідного селища Стара Ушиця, потім учнем бухгалтера. З 1962 по 1972 рік працював на різних фінансових і бухгалтерських посадах в районних центрах Молдавської РСР (Бричани та Єдинці). З 1972 по 1990 рік працював у інформаційно-обчислювальному центрі (ІОЦ) Григоріопольського району.

### Діяльність у 1989—1990 роках
З 18 серпня 1989 року — голова об'єднаної ради трудових колективів (ОРТК) районного центру смт Григоріополь. За період з серпня по вересень 1989 року до його складу влилися ОРТК селищ міського і сільського типу Григоріопольського району: Маяк, Карманове, Глинне, Колосове).
Об'єднана Рада трудових колективів (ОСТК) селища Григоріополь та Григоріопольського району визнала керівництво над своїми діями з боку Тираспольського ОРТК. ОРТК виступила проти націоналістичних законопроєктів Парламенту Молдови, які, на думку творців і лідерів ОРТК, могли призвести до дискримінації за національною ознакою при здійсненні права на працю і почав проведення страйків на підприємствах лівобережної Молдавії. Незважаючи на страйки, 31 серпня 1989 року Верховна рада Молдови надала молдавській мові статус державної, що призвело до нових страйків іншомовного населення на обох берегах річки Дністер.
У лютому 1990 року Володимир Боднар обирається депутатом Григоріопольської районної Ради народних депутатів Молдавської РСР, але в тому ж році за свою політичну діяльність та за наполяганням керівництва РСР Молдова був звільнений з основної роботи в інформаційно-обчислювальному центрі (ІОЦ) Григоріопольського району. Тому він створює економіко-правовий кооператив «Тілігул».
У червні і вересні 1990 року був учасником I та II (надзвичайного) З'їздів депутатів всіх рівнів Придністровського регіону, а також членом погоджувальних комісій з врегулювання відносин з РСР Молдова.
2 вересня 1990 року на II (надзвичайному) з'їзді депутатів усіх рівнів Придністровського регіону проголосив утворення Придністровської Молдавської Радянської Соціалістичної Республіки (ПМРСР) у складі СРСР. Володимир Боднар також обирається до секретаріату Президії Тимчасової Верховної Ради ПМРСР секретарем-перекладачем прийнятих документів. Він займався перекладом молдавською мовою із застосуванням кириличної графіки прийнятих Президією документів.
У листопаді 1990 року придністровською стороною Володимир Боднар призначається головою Григоріопольського виконкому районного Ради народних депутатів Придністровської Молдавської Радянської Соціалістичної Республіки.

### Діяльність в 1991—1996 роках
23 серпня 1991 року голова Григоріопольського виконкому районної Ради народних депутатів ПМРСР Володимир Боднар і його заступник Р. Попов арештовуються спецслужбами Республіки Молдова (останньому при арешті зламали ребра) за звинуваченням у підтримці ГКЧП. Їх заключили під варту в Кишинівський СІЗО. Ще через декілька днів під аналогічним приводом в Бендерах арештовуються голова Бендерського міської Ради народних депутатів пенсіонер Гімн Федорович Пологов і його помічник Ілля Мільман.

Через декілька днів у Києві спецслужби Республіки Молдови за сприяння спецслужб України заарештовують Голову ПМРСР Ігоря Миколайовича Смирнова і частину членів його делегації. Так само був заарештований в Дубоссарах голова Дубоссарського міської Ради народних депутатів Олександр Порожан та ряд інших депутатів місцевих рад ПМРСР, хто не встиг знайти своє нове місце проживання у своїх робочих кабінетах у приміщеннях міських та селищних Рад народних депутатів. Ці будівлі тоді були оточені багатотисячними натовпами місцевих жителів, переважно жінками.

Депутата Г. Попова з Григоріополя побили прикладами автоматів, зламавши два ребра. У СІЗО йому два тижні не надавали медичної допомоги. Про це свідчить і Г0. Пологов, який також не зміг домогтися медичної допомоги. При арешті Володимира Боднара побили його дружину. Діагноз лікарів — струс мозку.

Жінки Придністров'я починають блокаду залізничних шляхів, що шли до Кишинева через Придністров'я, а присутні делегати у вересні 1991 року на III (надзвичайному) з'їзді депутатів всіх рівнів ПМРСР разом з керівництвом придністровських електростанцій пригрозили Республіці Молдові початком відключення споживачів Республіки Молдова від електроенергії, якщо не будуть до кінця місяця звільнені їх лідери.
У відповідь Республіка Молдова ввела 25 вересня 1991 року посилені загони поліції особливого призначення до міста Дубоссари та селища Григоріополь. Але після безрезультатного стояння в них, зіткнувшись з протидією з боку місцевого населення (навіть незважаючи на масові затримання і примусові роботи з прибирання вулиць, включаючи неповнолітніх дубоссарців; з вивезенням п'яти заарештованих мирних жителів до міста Кишинів). А також у зв'язку переходом під юрисдикцію міліції ПМРСР значної частини співробітників місцевих міськвідділів поліції, загони поліції особливого призначення були змушена покинути бунтівні населені пункти.  
1 жовтня 1991 року Республіка Молдова звільнили із СІЗО і передала в руки жінок, які перекрили залізничні колії в місті Бендери, всіх заарештованих спецслужбами Республіки Молдови в Григоріополь, Бендерах, Дубоссарах і в Києві придністровських депутатів, включаючи і Володимира Боднара.
У 1992 році Володимир Боднар був учасником бойових дій на придністровській стороні на резервному Григоріопольському напрямку. У червні 1992 року він обирається заступником (Головою Ради Національностей Верховної Ради ПМР), а з січня 1993 року стає першим заступником Голови Верховної Ради Придністровської Молдавської Республіки і залишається на цій посаді до січня 1996 року.

### Діяльність після 1996 року
Володимир Боднар є одним з лідерів українського руху в Придністровській Молдавській Республіці. Він очолював Спілку українців Придністров'я з 1998 по 2004 рік. З 1991 по 1998 рік він був першим заступником голови.
У 2004 році Спілка українців Придністров'я розпався на декілька громадських організацій. У 2005 році Володимир Боднар очолив одну з них під назвою «Укрпросвіта» (просвітництво).
З 1992 по 2005 роки протягом 13 років Володимир Боднар був керівником делегації Придністров'я в Об'єднаній Контрольній Комісії з дотриманням миру в регіоні (контролем за проведенням миротворчої операції в Придністров'ї). Одночасно з квітня 1996 року по 1998 рік він був головою Комітету Верховної Ради ПМР з питань оборони і безпеки Верховної Ради Придністровської Молдавської Республіки.
З 2006 року по 2010 рік був спеціальним представником Президента ПМР в Україні.
Станом на початок 2010 року:
- 120 тисяч жителів Придністровської Молдавської Республіки мали крім невизнаного придністровського громадянства так само визнане друге громадянство — громадянство Росії[18] (в основному це уродженці РРФСР та їх нащадки, мало хто з тих бажаючих, кому з придністровців Росія дозволила прийняти своє громадянство)
- 96 тисяч жителів Придністровської Молдавської Республіки мали крім невизнаного придністровського громадянства так само визнане друге громадянство — громадянство України (тут немає суворого обмеження порівняно з можливістю прийому російського громадянства придністровцями, однак не вистачає бланків українських паспортів для видачі всім бажаючим[19])

З 2010 року, незважаючи на похилий вік, Володимир Боднар працював головою Комітету Верховної Ради ПМР з освіти, науки та культури. У січні 2016 року він був призначений Повноважним представником Президента у Верховній Раді ПМР.

## Нагороди
У 1995 році Володимир Боднар був удостоєний вищої нагороди Придністовської Молдавської Республіки — Ордена Республіки. Нагороджений також орденом Пошани (ПМР), двома Орденами «За особисту мужність» (ПМР), численними медалями і почесними грамотами ПМР, а також медалями України.